# Ghiacciaio Mouillard
Il ghiacciaio Mouillard (in inglese Mouillard Glacier) (64°18′S 60°53′W) è un ghiacciaio situato sulla costa di Danco, nella parte occidentale della Terra di Graham, in Antartide. Il ghiacciaio, il cui punto più alto si trova 668 m s.l.m., fluisce fino alla costa sudorientale della cala di Brialmont.

## Storia
Il ghiacciaio Mouillard è stato mappato dal British Antarctic Survey, che all'epoca si chiamava ancora Falkland Islands and Dependencies Survey, nel 1956-57, grazie a fotografie aeree scattate durante una spedizione antartica della stessa organizzazione. Il ghiacciaio è stato poi così battezzato nel 1960 dal Comitato britannico per i toponimi antartici in onore di Louis Mouillard, un pioniere francese del volo libero.